# كالوم ماكدونالد (لاعب كرة قدم)
كالوم ماكدونالد (بالإنجليزية: Calum Macdonald)‏ هو لاعب كرة قدم بريطاني، ولد في 18 ديسمبر 1997. لعب مع نادي بلاكبول.